# Sard Kūhestān
Sard Kūhestān (persiska: سَرد كوهِستان, سردکوهستان) är en ort i Iran.   Den ligger i provinsen Västazarbaijan, i den nordvästra delen av landet, 500 km väster om huvudstaden Teheran. Sard Kūhestān ligger 1 543 meter över havet och antalet invånare är 491.
Terrängen runt Sard Kūhestān är huvudsakligen kuperad. Sard Kūhestān ligger nere i en dal. Runt Sard Kūhestān är det ganska tätbefolkat, med 86 invånare per kvadratkilometer. Närmaste större samhälle är Sīser, 18,0 km väster om Sard Kūhestān. Trakten runt Sard Kūhestān består i huvudsak av gräsmarker.